# Los chicos del maíz (película de 2009)
Los chicos del maíz (Children of the Corn según su título original en inglés) es una película de 2009 del género terror dirigida, escrita y producida por Donald P. Borchers. Es la segunda adaptación del cuento homónimo de Stephen King de mismo título. La película se ambienta en 1975 en la ciudad ficticia de Gatlin (pretendidamente situada en Nebraska) y se centra en una pareja de viajeros, Burt y Vicky, que lucha por sobrevivir a una secta asesina de niños que adoran a una entidad conocida como «el que camina detrás de las filas», secta que años atrás manipulaba a los niños para que mataran a todos los adultos de la ciudad.

## Argumento
La película comienza en 1963 en la ciudad de Hemingford, en el oeste de Nebraska, la cual se encuentra en medio de una severa sequía. En una tienda de campaña entre los inmensos campos de maíz, un niño predicador afirma que un Dios cananeo del Antiguo Testamento, a quien llama "el que camina detrás de las filas", le había hablado en sus sueños, diciendo a los otros niños que los adultos pecadores y blasfemos son la razón de sus problemas recientes (haciendo una comparación con la corrupción en Sodoma y Gomorra), lo que llevó a los niños a matar a todo aquel que tuviera más de diecinueve años de edad en la ciudad, y los lleva a fundar un culto a la muerte con una regla primordial de que, una vez que llegan a la edad de diecinueve años, uno debe ser sacrificado a Dios.
Doce años más tarde, una pareja discutiendo, conformada por el veterano de Vietnam Burt (David Anders) y su esposa Vicky (Kandyse McClure), conduce por una carretera secundaria cerca de Gatlin, pensando en celebrar su segunda luna de miel en California, cuando un niño llamado Joseph (Ramington Jennings) aparece repentinamente desde el maiz en la carretera, y accidentalmente lo atropellan. Burt evalúa su cuerpo y se da cuenta de la garganta del niño se redujo. Después de envolver y colocar el cuerpo de Joseph en el maletero, Burt le dice a Vicky que lo espere mientras él mira a su alrededor con la escopeta en la mano. Entre el maíz, Burt encuentra la maleta ensangrentada de Joseph y la lleva con él al coche. Él y Vicky se marchan en busca de ayuda, sin darse cuenta de que estaban siendo observados por Isaac (Preston Bailey), de 9 años de edad y actual líder del culto, y su seguidor más leal, el guerrero de Malaquías (Daniel Newman).
Después de escuchar a un grupo de niños dando un sermón evangélico en la radio, Burt y Vicky llegan a una gasolinera abandonada antes de decidirse a ir a Gatlin, al encontrar que los teléfonos no funcionan. En el camino, Vicky abre la maleta de Joseph, y encuentran un amuleto al que reconoce como una creación pagana. Mientras tanto, en los campos de maíz, Isaac dice a los demás acerca de Burt y Vicky y que, como el "hombre azul" (un oficial de policía que fue crucificado por tratar de detenerlos), deben ser sacrificados para apaciguar a "el que camina detrás de las filas", quien además exigió a Joseph por tratar de escapar.
Al llegar a la ciudad, Burt y Vicky la encuentran aparentemente abandonada, con un calendario en un bar de 1963. Con el tiempo ven a través de una iglesia un sermón con fecha de la semana anterior. Burt va a investigar, ignorando las súplicas de Vicky de que deberían irse. Dentro de la iglesia, Burt encuentra varios dibujos ocultos, una versión más grande de la baratija de que estaba en la maleta de Joseph, y un libro de una lista de los cumpleaños de los habitantes de la ciudad. Mientras Burt lee el  libro, Vicky es rodeada y atacada por Malaquías y varios otros niños (dirigidos desde un tejado de Isaac), y ella logra matar a uno de ellos con la escopeta de Burt antes de que Malaquías la apuñale. Al oír el disparo de escopeta, Burt se precipita fuera mientras Malaquías hace estallar el coche.
En el callejón se enfrenta a Isaac, con Malaquías diciéndole que al derramar la sangre de Joseph en el maíz, ha enfurecido al que anda detrás de las filas. Después de interrogar a Malaquías, cuestionando su fe, Isaac le hace orar antes de reagruparse con sus seguidores, a quienes dice que deben sacrificar a Burt en el claro donde está el cadáver del hombre azul. Después de liderar una canción, Malaquías y los niños comienzan a cazar de Burt por los sembrados. Durante la búsqueda, Malaquías le dice a Nahum (Paul Butler, Jr.), uno de los chicos más jóvenes, que tuvo una visión de El que anda detrás de las filas, con lo que Malaquías cree que Nahum es el nuevo profeta y que el tiempo de Isaac está llegando a su fin. Antes de salir para continuar la búsqueda de Burt (que había escuchado toda la conversación), Malaquías menciona que se debe terminar la búsqueda antes de que oscurezca En los campos, Burt, perdido y delirante, tiene visiones de todos aquellos a los que ha matado, y comienza a deambular sin rumbo fijo buscando el camino, cuando una planta viva comienza a atacarlo a él. Mientras, en otro sitio del maizal, luego de haber hablado una palabra, Isaac dice que ha llegado el momento de fertilizacion y hace que un chico, Amos, tenga relaciones con una chica mientras los niños ven todo y, al terminar, Malaquías se da vuelta y se dirige a algún lugar.
Burt encuentra el cuerpo de Vicky quien, al igual que el hombre azul, se ha convertido en un espantapájaros. Burt se enfrenta a El que camina detrás de las filas, que procede a destripar y rasgar sus ojos en una forma de sacrificio ritual. Al día siguiente, Isaac dice a los niños que El que anda detrás de las filas le dijo en sueños que él está disgustado con su incapacidad para matar a Burt, que tuvo que disponer de sí mismo -como el hombre de azul (que, cuando murieron, forzados la "edad de favor" veinte-diecinueve). Antes de enterrar a sus muertos, Isaac le dice a todos que la edad de sacrificio se ha reducido a dieciocho años, como castigo por sus pecados. Después de todos los niños se van, Isaac se pone delante de la pila uno de los cuerpos de los niños y que les prende fuego mira algo y grita: "El espantapájaros". El espantapájaros se revela como Burt.
Más tarde, Malaquías a los dieciocho años de edad otros a entrar en los campos de maíz en el crepúsculo, ofreciéndose a sí mismos para el que camina detrás de las filas. Al decir adiós, Ruth embarazada de Malaquías (Alexa Nikolas), cuya fe había sido sacudida antes, tiene una visión de sí misma prendiendo fuego al maíz.

## Reparto
- David Anders es Burt.
- Kandyse McClure es Vicky.
- Remington Jennings es Joseph.
- Daniel Newman es Malachai.
- Preston Bailey es Isaac.
- Alexa Nikolas es Ruth.
- Creighton Fox es Peter.
- Paul Butler, Jr es Nahum.
- Ryan Bertroche es Amos.
- Austin Coobs es Mark.
- Dominick Plue es Jacob.
- Shawn Kelly es David.
- Zack Moody es Extra.
- Isabelle Fuhrman es (voz).
- Leo Howard es voces adicionales.
- Emily Rose Everhard es voces adicionales.

- Datos: Q2555347